# Acianthera morilloi
Acianthera morilloi är en orkidéart som först beskrevs av Germán Carnevali och Ivón Mercedes Ramírez Morillo, och fick sitt nu gällande namn av Carlyle August Luer. Acianthera morilloi ingår i släktet Acianthera och familjen orkidéer. Inga underarter finns listade i Catalogue of Life.